# Dresdener Straße 35 (Ruhland)

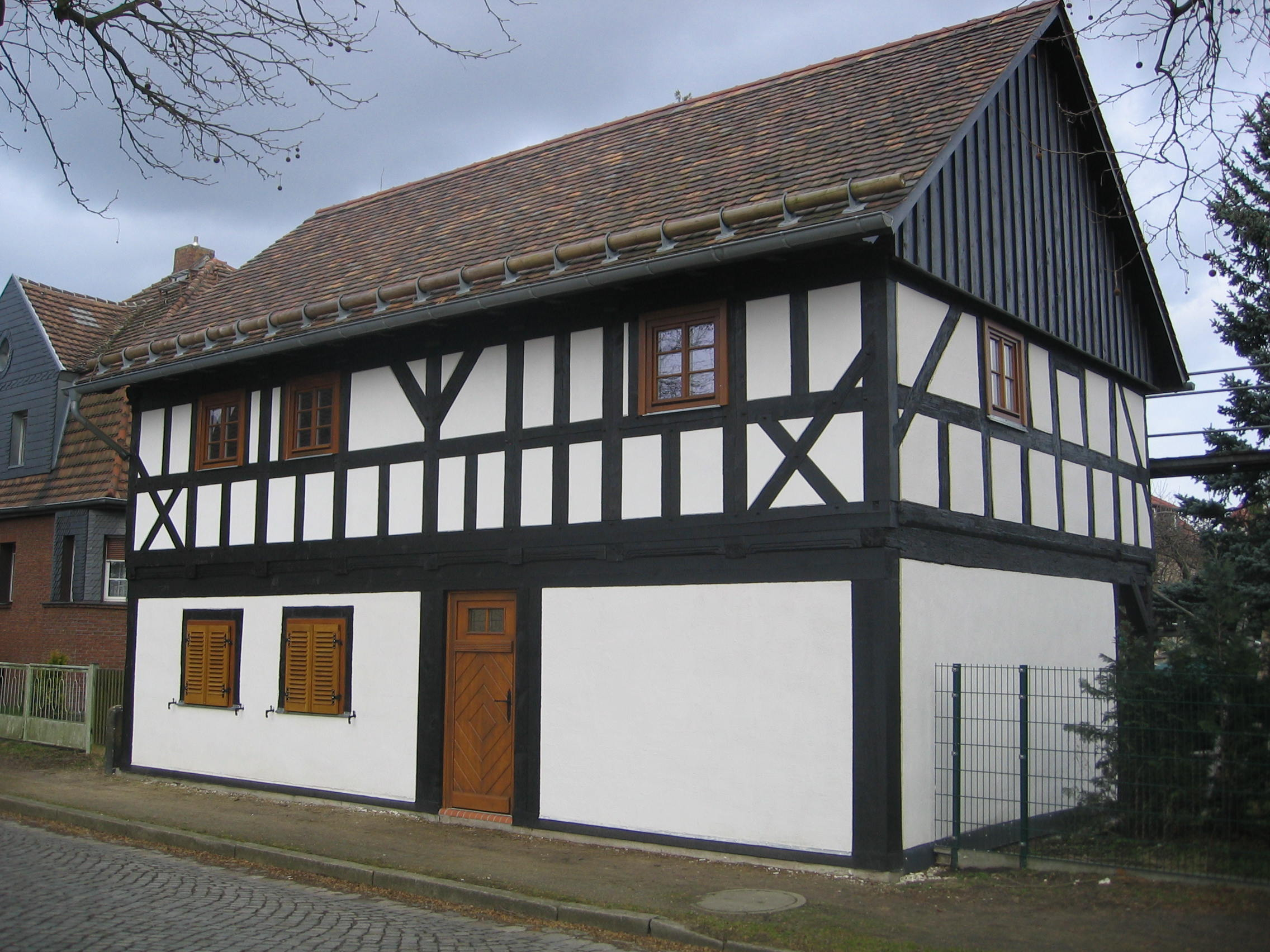
Ältestes Haus Ruhlands, renovierter Zustand, 2017

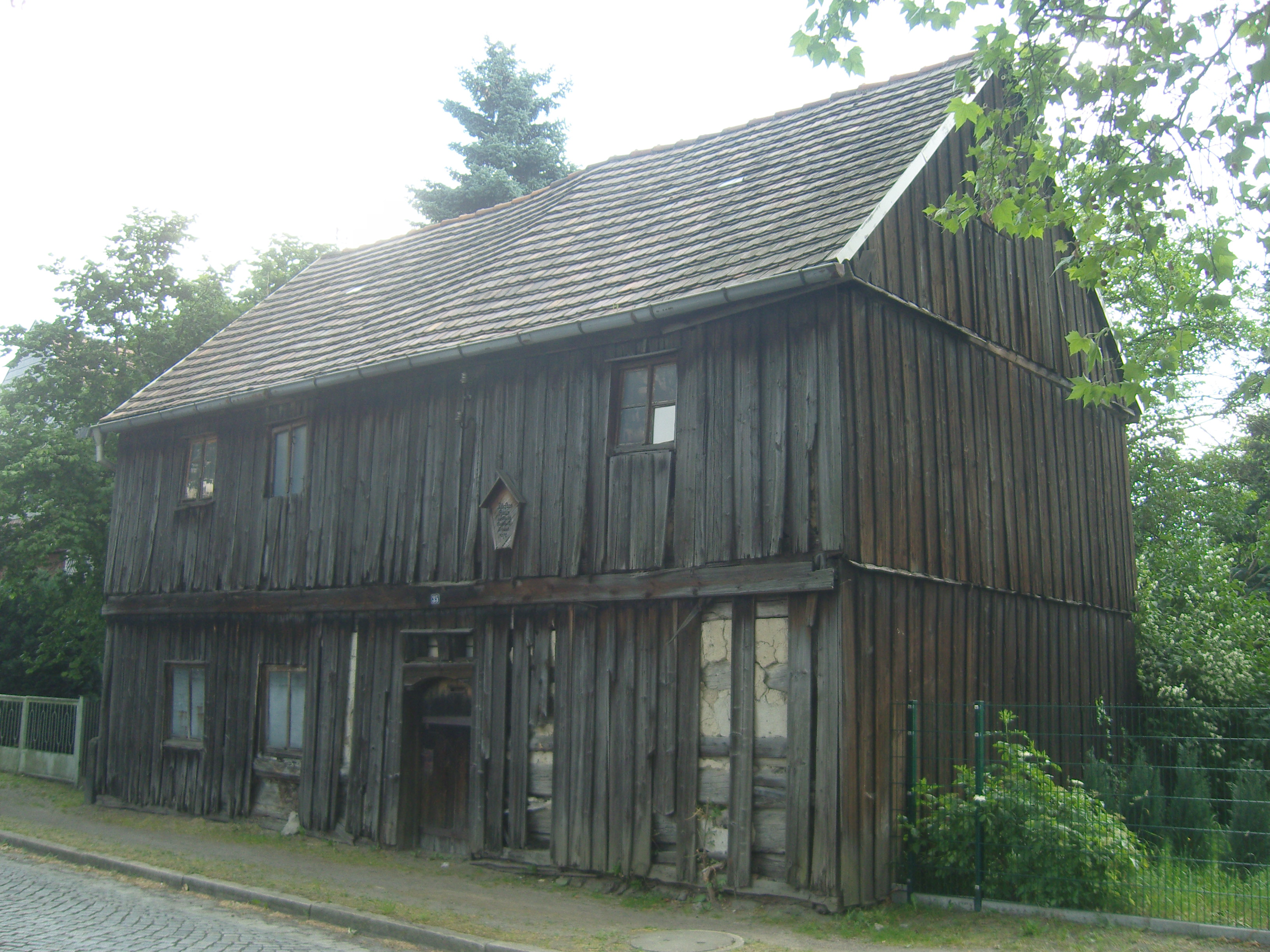
Zustand vor der Restaurierung

Das denkmalgeschützte Gebäude Dresdner Straße 35 ist ein Wohnhaus in der Kleinstadt Ruhland im südbrandenburgischen Landkreis Oberspreewald-Lausitz. Es wurde im Jahr 1672 erbaut und ist das älteste Haus Ruhlands. Im örtlichen Denkmalverzeichnis ist es unter der Erfassungsnummer 09120164  verzeichnet.

## Baubeschreibung und -geschichte
Das zweigeschossige Umgebinde-/Fachwerkhaus steht auf der Dresdener Straße 35. Es ist etwa 7 Meter breit, 11 Meter lang und steht traufständig zur Straße. Eine architektonische Besonderheit stellt die fensterlose Küche dar, die vermutlich zum Räuchern von Fisch und Fleisch sowie zum Heizen des Hauses genutzt wurde. Aufgrund seiner Lage außerhalb des Stadtkerns überstand das Haus den letzten großen Stadtbrand von 1768 unbeschadet. Ebenso blieb es in der Zeit der beiden Weltkriege unversehrt. Seit Mitte der 1970er Jahre war das Haus unbewohnt. 2013 bis 2017 wurde es aufwändig von Hans-Joachim Ruhland restauriert, sodass die Arbeiten zur 700-Jahr-Feier der Stadt Ruhland im Mai 2017 abgeschlossen waren.